# (34334) 2000 QG212
2000 QG212 (asteroide 34334) é um asteroide da cintura principal. Possui uma excentricidade de 0.04414030 e uma inclinação de 2.70128º.
Este asteroide foi descoberto no dia 31 de agosto de 2000 por LINEAR em Socorro.